# أغوستين باربوزا
أغوستين باربوزا (بالإسبانية: Agustín Barboza) هو مغن مؤلف وملحن باراغواياني، ولد في 5 مايو 1913 في أسونسيون في باراغواي، وتوفي بنفس المكان في 18 ديسمبر 1998.